# Verjamem

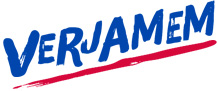
Logo partii Verjamem

Verjamem (pol. Wierzę) – słoweńska partia o profilu centrolewicowym.
Ugrupowanie powstało w 2014, założył je Igor Šoltes, urzędnik państwowy i były prezes słoweńskiego Sądu Obrachunkowego. Formacja wystartowała w wyborach europejskich w tym samym roku, uzyskując ponad 10% głosów, co przełożyło się na 1 mandat eurodeputowanego VIII kadencji. Przypadł on liderowi Verjamem, który dołączył do frakcji zielonych. W przedterminowych wyborach krajowych przeprowadzonych 13 lipca 2014 ugrupowanie nie przekroczyło wyborczego progu. Ugrupowanie w 2024 zostało wykreślone z rejestru partii politycznych.